# Цілочисельна ґратка
n-вимірна цілочисельна ґратка (або кубічна ґратка), позначувана Zn, — це ґратка в евклідовому просторі Rn, точки якої є n-кортежами цілих чисел. Двовимірну цілочисельну ґратку називають також квадратною ґраткою. Zn є найпростішим прикладом ґратки коренів. Цілочисельна ґратка є непарною унімодулярною ґраткою.

## Група автоморфізмів
Група автоморфізмів (або група конгруенції) цілої ґратки складається з усіх перестановок і зміною знаків координат і має порядок 2n n!. Як матрична група ця група задається множиною всіх n×n знакових матриць перестановок. Ця група ізоморфна напівпрямому добутку
{\displaystyle (\mathbb {Z} _{2})^{n}\rtimes S_{n}},
де симетрична група Sn діє (Z2)n шляхом перестановки (є класичним прикладом сплетіння груп).
Група квадратної ґратки є групою квадратів або діедральною групою порядку 8. Для тривимірної кубічної ґратки маємо групу кубів, октаедральну групу порядку 48.

## Діофантова геометрія
Під час вивчення діофантової геометрії квадратну ґратку точок із цілими координатами часто називають діофантовою площиною. В математичних термінах діофантова площина є прямим добутком {\displaystyle \scriptstyle \mathbb {Z} \times \mathbb {Z} } кільця всіх цілих чисел {\displaystyle \scriptstyle \mathbb {Z} }. Вивчення діофантових фігур фокусується на виборі вузлів діофантової площини, таких, що всі попарні відстані між точками є цілими.

## Груба геометрія
У грубій геометрії цілочисельна ґратка грубо еквівалентна евклідовому простору.